# Reinhildis-Brunnen

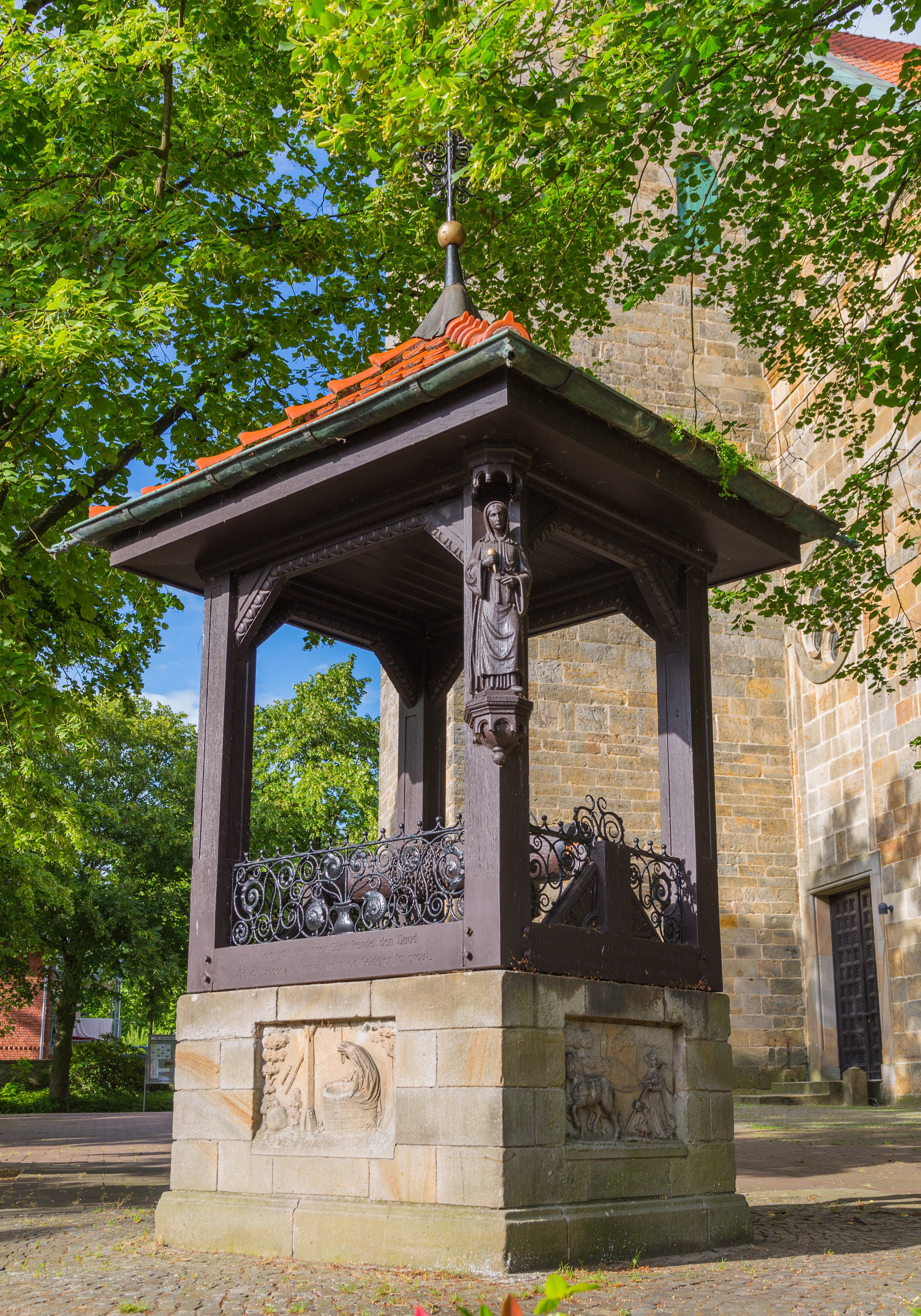
Reinhildis-Brunnen

Der Reinhildis-Brunnen befindet sich an der römisch-katholischen Kirche St. Kalixtus in Riesenbeck im Tecklenburger Land. Der 1912 angelegte Brunnen erinnert an die Ortsheilige Reinhild von Riesenbeck, auch St. Reinhildis oder in Riesenbeck zumeist Sünte Rendel genannt.
Die Steinreliefs zeigen Begebenheiten um die Sage. Bei Renovierungsarbeiten wurde eine Messingplatte mit einer Inschrift gefunden: „Errichtet im Juli 1912 ist dieser Reinhildisbrunnen eine Stiftung des Herrn J. Hötte aus Münster“. Josef Hötte war ein reicher Kaufmann und Mäzen in Münster.